# ジェルソン・ギマラエス・ジュニオール
ジェルソン・ギマラエス・ジュニオール（Gerson Guimaraes Junior、1992年1月7日 - ）はブラジル出身のサッカー選手。ポジションはDF。
Kリーグ、Jリーグ時代の登録名はジェルソン（ハングル: 제르손）。

## 来歴
2021年1月15日、J3リーグの鹿児島ユナイテッドFCに加入することが発表された。シーズン途中の11月1日、双方合意の上で契約を解除したことが発表された。

## 所属クラブ
- 2010年 - 2012年  ボタフォゴFR

→2011年  ヨングPSV（期限付き移籍）
→2011年  アトレティコ・マドリードB（期限付き移籍）
→2012年  カプフェンベルガーSV（期限付き移籍）
- 2012年 - 2015年  カプフェンベルガーSV

→2012年 - 2013年  SKラピード・ウィーン（期限付き移籍）
→2013年 - 2014年  フェレンツヴァーロシュTC（期限付き移籍）
→2014年  FCペトロルル・プロイェシュティ（期限付き移籍）
- 2015年 - 2018年  レヒア・グダニスク

→2016年 - 2017年  グルニク・ウェンチナ（期限付き移籍）
→2017年  江原FC（期限付き移籍）
- 2019年  セントロ・スポルチーヴォ・アラゴアーノ

→2019年  ECサンベント（期限付き移籍）
- 2020年  FKリエパーヤ
- 2021年  鹿児島ユナイテッドFC
- 2022年  グルニク・ウェンチナ
- 2023年  AAポルトゥゲーザ
- 2023年 -  CSコンコルディア・キアジナ

## Jリーグでの個人成績
| 国内大会個人成績 | 国内大会個人成績 | 国内大会個人成績 | 国内大会個人成績 | 国内大会個人成績 | 国内大会個人成績 | 国内大会個人成績 | 国内大会個人成績 | 国内大会個人成績 | 国内大会個人成績 | 国内大会個人成績 | 国内大会個人成績 |
| 年度             | クラブ           | 背番号           | リーグ           | リーグ戦         | リーグ戦         | リーグ杯         | リーグ杯         | オープン杯       | オープン杯       | 期間通算         | 期間通算         |
| 年度             | クラブ           | 背番号           | リーグ           | 出場             | 得点             | 出場             | 得点             | 出場             | 得点             | 出場             | 得点             |
| 日本             | 日本             | 日本             | 日本             | リーグ戦         | リーグ戦         | リーグ杯         | リーグ杯         | 天皇杯           | 天皇杯           | 期間通算         | 期間通算         |
| ---------------- | ---------------- | ---------------- | ---------------- | ---------------- | ---------------- | ---------------- | ---------------- | ---------------- | ---------------- | ---------------- | ---------------- |
| 2021             | 鹿児島           | 23               | J3               | 1                | 0                | -                | -                | 2                | 0                | 3                | 0                |
| 通算             | 日本             | 日本             | J3               | 1                | 0                | -                | -                | 2                | 0                | 3                | 0                |
| 総通算           | 総通算           | 総通算           | 総通算           | 1                | 0                | -                | -                | 2                | 0                | 3                | 0                |